# Teofil iz Corte
Teofil iz Corte (Corte, 30. listopada 1676. – Fucecchio, 17. lipnja 1740.), svećenik, franjevac i svetac.

## Životopis
Rođen je 1676. u mjestu Corte na Korzici. Krsno ime mu je bilo Blaž. Stupio je u Franjevački red, Manje braće te dobio ime Teofil (Bogoljub). Teološki studij je završio Napulju te primio svećenički red. Osnivao je "ritire", samotnička mjesta, gdje se sam povlači. Posljednje godine života je proveo u toskanskm grad Fucecchio gdje je vršio službu gvardijana i gdje je umro 17. lipnja 1740. godine. Blaženim ga je proglasio papa Lav XIII., 19. siječnja 1895., a kanonizirao ga je papa Pio XI. 29. lipnja 1930. godine.